# Еріберто Еррера
Еріберто Ерре́ра (ісп. Heriberto Herrera, нар. 24 квітня 1926, Гварамбаре — пом. 26 липня 1996, Асунсьйон) — парагвайський та іспанський футболіст, що грав на позиції захисника. Виступав, зокрема, за клуб «Атлетіко» та збірну Парагваю, з якою був переможцем чемпіонату Південної Америки, а також збірну Іспанії.
По завершенні ігрової кар'єри — футбольний тренер, працював з провідними іспанськими та італійськими клубами, зокрема приводив «Ювентус» до перемог в Серії A і Кубку Італії.

## Клубна кар'єра
У дорослому футболі дебютував виступами за команду клубу «Насьйональ» з міста Асунсьйон. 1952 року перейшов до мадридського «Атлетіко», за який відіграв 7 сезонів. Завершив професійну кар'єру футболіста виступами за команду «Атлетіко» (Мадрид) у 1959 році.

## Виступи за збірні
1953 року дебютував в офіційних матчах у складі національної збірної Парагваю. У складі збірної того року був учасником розіграшу Кубка Америки у Перу, здобувши того року титул континентального чемпіона та ставши найкращим гравцем турніру.
Згодом отримав іспанське громадянство і 1957 року провів одну гру за збірну цієї країни.

## Кар'єра тренера
Розпочав тренерську кар'єру відразу ж по завершенні кар'єри гравця, 1959 року, очоливши тренерський штаб клубу «Райо Вальєкано». Протягом насутпних п'яти років працював в Іспанії, де також очолював команди «Тенерифе», «Гранади», «Реал Вальядоліда», «Еспаньйола» й «Ельче», проте у жодному з клубів не затримався більше ніж на сезон.
1964 року перебрався до Італії, очоливши команду «Ювентуса», з якою спочатку здобув перемогу в Кубку Італії 1964-65, а згодом й у чемпіонаті в сезоні 1966-67. Пропрацював з туринцями до 1969, провівши на чолі «Ювентуса» 162 гри, що довгий час було клубним рекордом, який вдалося побити лише Джованні Трапаттоні на початку 1980-х. Залишивши «Юве» Еррера продовжив працювати в Італії, провівши по декілька сезонів на чолі «Інтернаціонале», «Сампдорії» та «Аталанти», із жодною з яких, втім особливих успіхів не досягнувши.
1975 року повернувся до Іспанії, де до кінця 1970-х працював почергово з «Лас-Пальмасом», «Валенсією», «Еспаньйолом» та «Ельче». Останнім місцем тренерської роботи був клуб «Лас-Пальмас», команду якого Еріберто Еррера очолював як головний тренер до 1982 року.
Двічі, в 1967 та 1980 нетривалий час працював зі збірною Парагваю
Помер 26 липня 1996 року на 71-му році життя у місті Асунсьйон.

## Титули і досягнення

### Як гравця
- Володар Кубка Америки (1):

 Парагвай: 1953

### Як тренера
- Чемпіон Італії (1):

«Ювентус»: 1966-67
- Володар Кубка Італії (1):

«Ювентус»: 1964-65